# Isaïes de Constantinoble
Isaïes o Esaïes (en grec medieval Ισάιας o Ἠσαΐας) va ser patriarca de Constantinoble de l'any 1323 al 1334. Va succeir a Geràsim I.
Vivia a Terra Santa dedicat a la vida ascètica, i l'emperador Andrònic II Paleòleg el va cridar per nomenar-lo patriarca quan tenia 70 anys. Quan hi va haver l'enfrontament (Guerra civil romana d'Orient del 1321-1328) entre Andrònic II i el seu net Andrònic III, Isaïes es va posar al costat del net, i per això va ser destituït i exiliat al monestir de Sant Jordi a Màngana durant uns mesos el 1327, però a inicis del 1328 va tornar a ocupar la seu.